# مطار كوكوروفا الدولي
مطار تشوكوروفا الدولي (إياتا: COV، إيكاو: LTDB) هو مطار دولي يقع في قضاء طرسوس ضمن حدود محافظة مرسين في جنوب تركيا. يبعد المطار 15 كيلومترًا عن مركز القضاء، و35 كيلومترًا عن مركز مدينة أضنة، و45 كيلومترًا عن مركز مدينة مرسين. يخدم المطار بشكل أساسي محافظات مرسين وأضنة وعثمانية، ويهدف إلى تعزيز الربط الجوي للمنطقة. وقد سُمِّي بهذا الاسم نسبةً إلى منطقة تشوكوروفا التاريخية التي تشكل مرسين جزءًا مهمًا منها. المطار مملوك لهيئة المطارات الحكومية (DHMİ)، بينما تتولى تشغيله شركة فافوري تشوكوروفا لتشغيل المطارات المساهمة العامة.